# The Be Good Tanyas

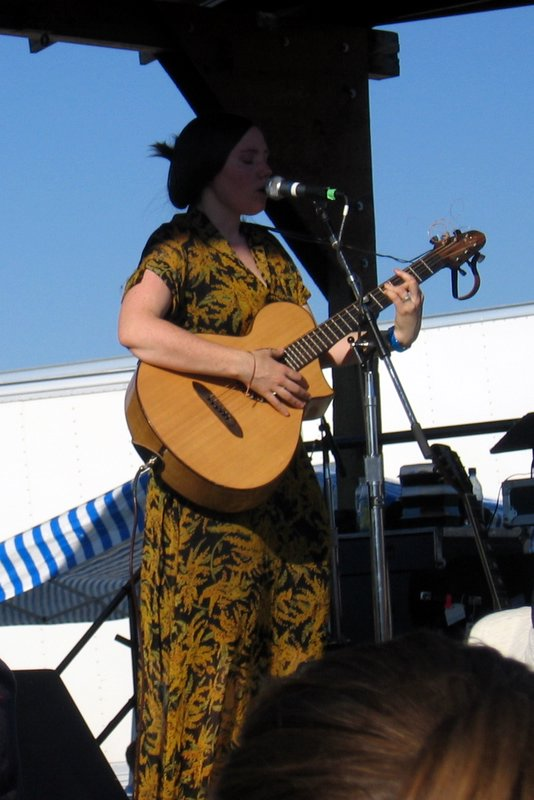
The Be Good Tanyas op het Sasquatch-muziekfestival 2005

The Be Good Tanyas is een Canadese traditionele muziekgroep met invloeden als folk, country en bluegrass. De band is opgericht in Brits-Columbia.
Hun eerste optreden was in Vancouver aan het eind van de jaren 1990. In 2000 gingen ze op tour door Noord-Amerika, tot in New Orleans, waarna ze hun eerste album opnamen, Blue Horse, naar verluidt in een schuurtje. De plaat, met daarop zowel standards als Oh! Susanna en "The Lakes of Pontchartrain" als zelfgeschreven liedjes als "The Littlest Birds (sing the prettiest songs)," werd warm ontvangen in de folkwereld en hoog geprezen om de kwaliteit van de harmonievocalen en de mix van nieuw en traditioneel in de instrumentatie. Geholpen door de populariteit van Americana in die tijd behaalde het zelfs enig succes als crossover in de Amerikaanse college radio. Hun tweede album, Chinatown, volgde in 2003 en hun derde album, Hello Love in 2006.

## Leden
- Frazey Ford: gitaar, zang
- Samantha Parton: gitaar, mandoline, banjo, zang
- Trish Klein: gitaar, banjo, zang

Voormalige leden
- Jolie Holland

## Discografie
- 2000: Blue Horse
- 2003: Chinatown
- 2006: Hello Love
- 2012: A Collection